# 苍叶红豆
苍叶红豆（学名：Ormosia semicastrata f. pallida）为豆科红豆属软荚红豆下的一个变型。

## 扩展阅读
- 維基物種上的相關：苍叶红豆